# 4394 Фрітцгайде
4394 Фрітцгайде (4394 Fritzheide) — астероїд головного поясу, відкритий 2 березня 1981 року.
Тіссеранів параметр щодо Юпітера — 3,592.